# Hiraga Gennai
En aquest nom japonès, el cognom és Hiraga.
Hiraga Gennai (平賀 源内, 1729–79, o Kyoho 13-An'ei 13) va ser un farmacòleg, estudiant d'estudis occidentals, metge, escriptor, pintor i inventor japonès del període Edo, conegut pels seus Erekiteru (generador electroestàtic), Kandankei (termòmetre) i Kakanpu (roba d'amiant).

## Biografia
Nascut en una família samurai de classe baixa, el seu pare era Shiraishi Mozaemon (Yoshifusa), la seva mare era del clan Yamashita, i va tenir molts germans. El seu nom real era Kunitomo (国倫), però també va fer servir els noms de ploma Kyūkei (鳩渓), Fūrai Sanjin (風来山人) (el seu principal nom de ploma literari), Tenjiku rōnin (天竺浪人) i Fukuchi Kigai (福内鬼外). Tanmateix, el nom pel que se'l coneix millor és "Gennai".
Primer va estudiar herbes medicinals a Osaka, amb Toda Kyokuzan, abans de traslladar-se a Edo el 1757. Allà va estudiar amb Tamura Ransui, i va escriure una sèrie de llibres, alguns sobre temes científics o de la natura, algunes novel·les satíriques, en els gèneres kokkeibon i dangibon. En els seus experiments científics, va buscar menes minerals, va teixir amiant, va calcular temperatures i va treballar amb l'electricitat estàtica i investigà amb Kakanpu (tela d'amiant) Gennai també va estudiar les tècniques de la pintura i de la ceràmica occidentals, i va produir una certa quantitat d'obres en aquest estil. Interessat en els minerals, va intentar diverses vegades obrir noves mines sense èxit.
Gennai va publicar moltes obres al llarg de la seva carrera literària. Potser una de les més conegudes és  l'assaig satíric "Tirant-se pets" en la que explorava les trobades entre l'alta i la baixa cultura a Ryōgoku, un popular districte d'entreteniment d'Edo.
En aquesta obra, el mateix Gennai és representat mantenint un debat amb un samurai sobre un camperol que havia guanyat fama i popularitat com a "pet" i entretenint multituds amb actuacions de flatulència. Gennai i els seus amics debaten si l'artista està utilitzant una droga que permeti que l'actuació sigui possible. Gennai argumenta que la gesta és impressionant i lloablement única.  A través d'aquest diàleg extens, Gennai destaca les diferències entre aquests dos sistemes de valors contradictoris. Per al samurai confucià, l'actuació representa una greu ofensa contra la propietat i l'ordre social, mentre que Gennai creu que encarna la saviesa i la creativitat. Els dos coincideixen que un pet no és més que una descàrrega inútil, i que no es pot comparar amb el treball oficialment sancionat tradicionalment etiquetat com a "productiu", com ara el treball mental que comporta dirigir la societat Tokugawa. Gennai exposa un problema amb la categorització del material i els mitjans de comunicació com a alts o baixos.
En una ocasió, frustrat i enfurismat per la repetida manca de suport dels ciutadans de la zona, va matar un dels seus deixebles en un atac de ràbia. Arrestat i enviat a la presó, hi va morir el 1779.